# El Samont
El Samont, també anomenat el Samon, és una masia ramadera situada al veïnat de Santa Susanna de Vilamajor, dins del massís del Montseny, al municipi de Sant Pere de Vilamajor, (Vallès Oriental). Dona nom al turó més alt del municipi. És una obra protegida com a Bé Cultural d'Interès Local.

## Descripció
Conjunt format per la casa principal i les dependències, prou considerables pel seu nombre i dimensions. La casa té teulada a dues vessants, i planta baixa i dos pisos. La porta, que no coincideix amb la vertical del carener, és dovellada amb tretze dovelles. Sobre la porta hi ha un balcó que escapça les dovelles superiors. Totes les finestres són allindades. Al costat de la porta hi ha un pedrís. El corral i l'era són de maçoneria sense arrebossar. A l'era hi ha un arc de descàrrega de maons. El Samont ja figura en un cens de la parròquia de Santa Susanna de l'any 1413. L'actual edifici, però, presenta elements tan dispars com la porta i el balcó.
La masia del Samon és una nova construcció (segle xvii) que substituïa l'antiga masia del segle xii. És una gran masia de tipologia tradicional de la família II, és a dir, amb coberta a dues aigües i el carener perpendicular a la façana principal. El carener no està centrat amb la crugia central sinó desplaçat a l'esquerra coincidint amb un mur de càrrega. Un vessant de la teulada cobreix tres crugies senceres i l'altre dues. La casa està orientada al nord-est i té planta baixa, primer pis i golfes. En un dels finestrals té inscrita la data 1673 seguida del nom JOSEPH SAMON. A la dovella clau del portal principal d'arc de mig punt hi ha gravada la data de 1756.

### Font
El mas s'alimenta amb aigua de font. La font Fresca del Samon, situada al sot de la Font Fresca, té un cabal hidràulic abundant d'aigua i és un dels punts de referència de la zona, sent llocs d'aplecs i fontades.

### Església
Prop de la masia, hi ha el Pla de la Creu on hi ha les restes de l'antiga esglesiola de Santa Susanna de Vilamajor. L'esglesiola actual, prop de la masia de Masjoan, fou rehabilitada pels habitants del Samon. En dues pedres situades a banda i banda d'una de les finestres de l'esglesiola actual hi ha una inscripció en dos rengles a cada pedra que diuen: SAMO / N1683 - MEFE / SIT  (que escrit correctament hauria de dir: SAMON 1683 - ME FECIT, i quina traducció és: En Samon, el 1683, m'ha fet).